# Tchoulym (langue)
Pour les articles homonymes, voir Tchoulym.
Le tchoulym ou tchoulyme est une langue turcique parlée dans la République de Khakassie, en Russie sibérienne.

## Utilisation
Il est parlé par 44 personnes en 2010 (uniquement les adultes âgés), vivant principalement dans le bassin de la rivière Tchoulym (affluent de l'Ob) au nord des montagnes de l'Altaï, dans la République de Khakassie en Sibérie. Les personnes plus jeunes apprennent plutôt le russe.
Du fait de son très petit nombre de locuteurs et qu'elle n'est pas apprise par les plus jeunes, cette langue est classée comme « sérieusement en danger » par l'UNESCO, comme « en grand danger » par le projet Langues en danger et comme « moribonde » par la base de données linguistique Ethnologue, Languages of the World.

## Caractéristiques
Le tchoulym est très semblable au chor, certains pensent qu'ils forment une seule langue, mais le gouvernement les considère comme distincts.

### Dialectes
Le tchoulym comporte deux dialectes : le tchoulym moyen et le tchoulym inférieur.
Le tchoulym moyen est parlé sur le cours moyen de la Tchoulym, dans le raïon de Tegouldet, dans l'oblast de Tomsk. Dans les années 1990, la population des Turks du Tchoulym moyen était d'environ 700, mais 20 ans plus tôt la langue n'était déjà plus parlée que par 380 personnes. La langue est menacée.
Le tchoulym inférieur est parlé sur le cours inférieur de la Tchoulym et sur ses affluents, la Kiia et la Iaïa. Dans les années 1940, les Turks de la Tchoulym inférieure n'étaient plus que 250 et dans les années 1990, leur russification était presque totale. La langue est sans doute éteinte.
Un troisième dialecte turc, le kuärik, existait au nord de Mariinsk. Il est connu par les travaux de Radloff, vers 1900, qui le considère comme identique au Tchoulym inférieur, mais il s'est éteint avant 1940.